# Робер Делоне
Робéр Делонé (фр. Robert Delaunay; 12 квітня 1885, Париж, Франція — 25 жовтня 1941, Монпельє, Франція) — французький художник. Разом із своєю дружиною Сонею Делоне став засновником нового жанру — орфізму.

## Життєпис
Робер Делоне народився 1885 року в Парижі. Його батьки рано розлучилися і він виховувався дядьком. У 1908 році, після служби в армії познайомився з Сонею Терк і через два роки одружився з нею. 1908 року стає членом спільноти «Золотий перетин». 1911 року Делоне бере участь у виставці групи «Синій вершник» в Мюнхені. Роки Першої світової війни подружжя провело в Іспанії та Португалії, 1921 року повернулося до Парижу. У 1937 році Робер і Соня Делоне разом брали участь в оформленні Всесвітньої виставки в Парижі. З початком Другої світової війни Робер переїхав до Оверні, але вже був тяжко хворим і невдовзі помер від раку.
Син Робера і Соні, Шарль Делоне (1911—1988) став пропагандистом і істориком джазу.

## Творчість
Починав під впливом постімпресіоністів, насамперед Сезанна. Гостро відчував рух, ритм. З 1912 року разом зі своєю дружиною Сонею Терк-Делоне перейшов від кубізму до своєрідної манери абстрактного живопису, яку Гійом Аполлінер назвав орфізмом. В естетичній концепції Делоне, на відміну від теорій основоположників абстракціонізму Кандинського та Мондріана, ідеалістична метафізика відкидалася; основним завданням абстракціонізму художника уявлялося дослідження динамічних якостей кольору та інших властивостей художньої мови. Делоне був близький до «Синього вершника», листувався з Кандінським і Маке. Автор низки програмних та теоретичних робіт про живопис, одну з них («Про світло», 1912) переклав німецькою мовою Пауль Клее, вона була опублікована в журналі «Штурм» (1913).

## Спадщина
Роботи Робера Делоне представлені у великих музеях багатьох країн світу від Шотландії до Японії і Австралії.

## Делоне про мистецтво
- The new art of color: the writings of Robert and Sonia Delaunay. New York: Viking Press, 1978.

## Галерея

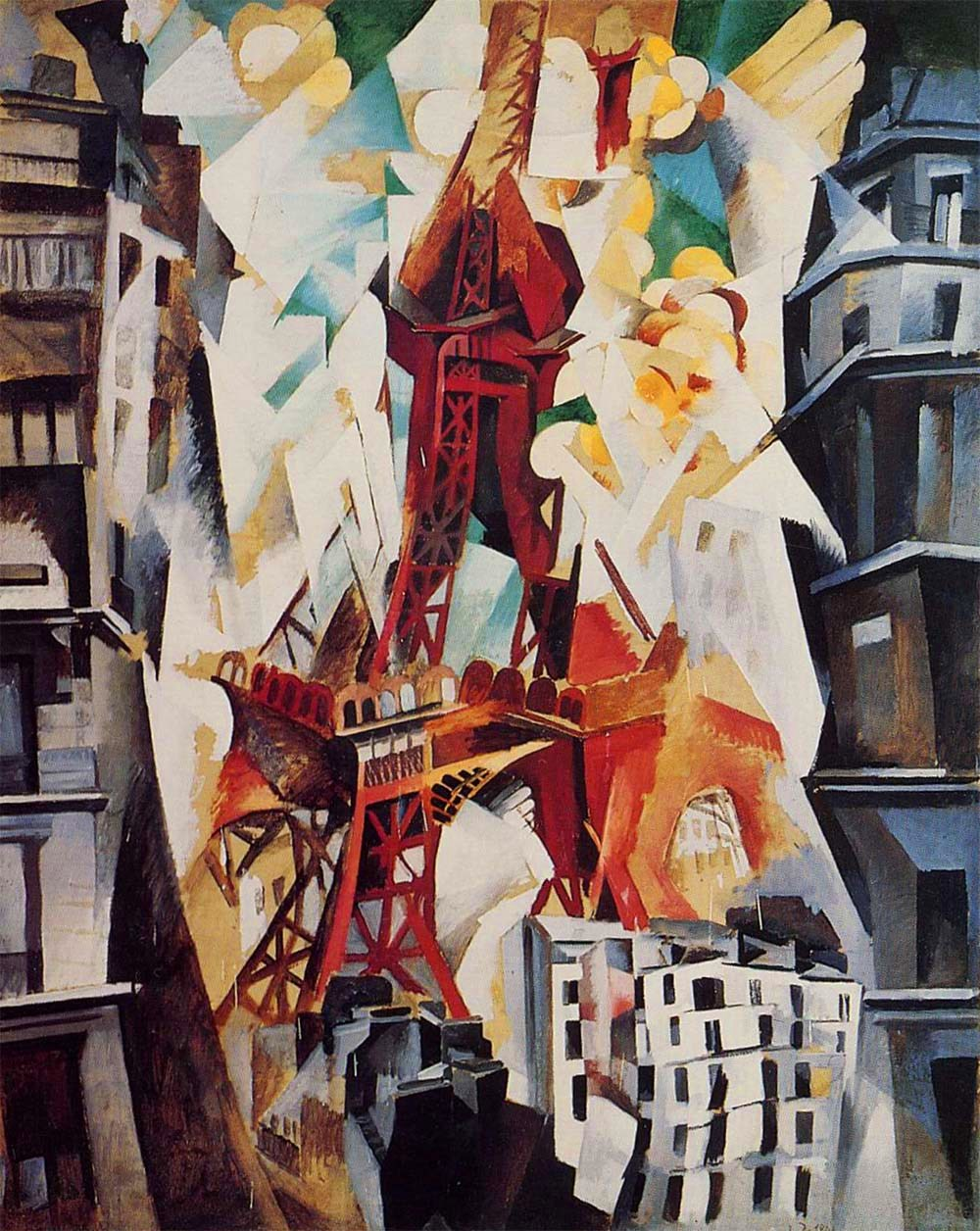
Марсове поле: Червона вежа (1911—1923)
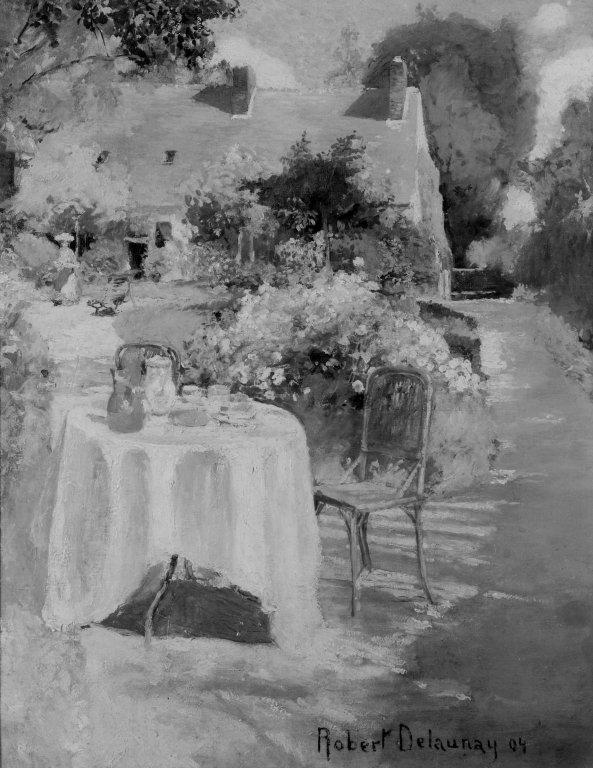
В саду (Dans le jardin) (1904)
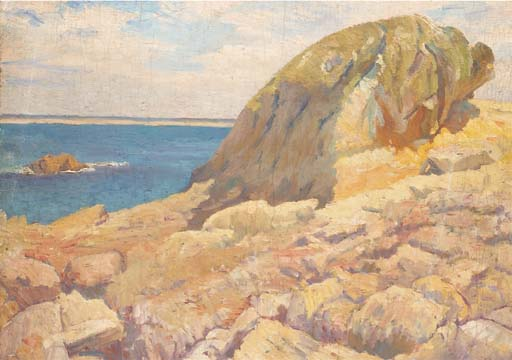
Пейзаж: скеля перед морем (Paysage: Le rocher devant la mer) (1904)
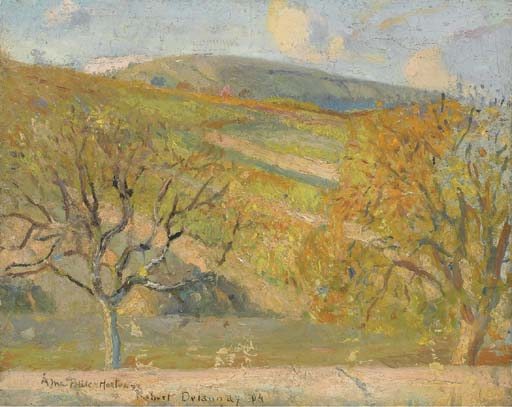
Гірський пейзаж (Paysage montagneux)
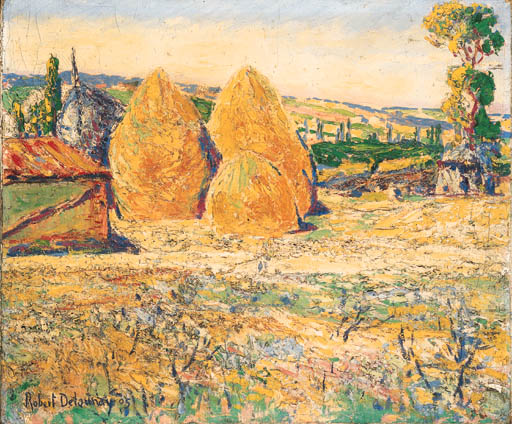
Пейзаж зі снопами (Paysage, les meules) (1905)
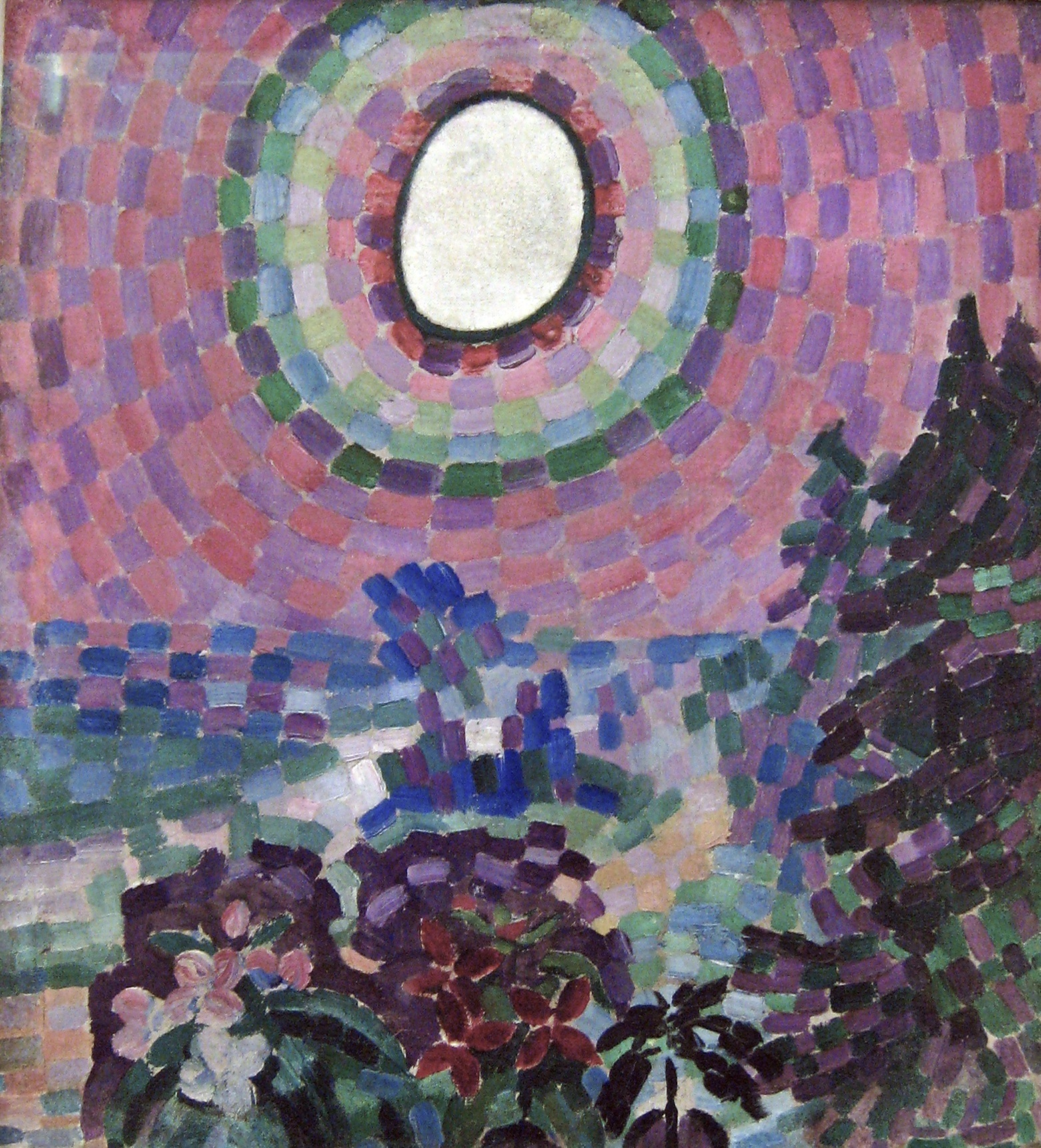
Пейзаж з диском (Paysage au disque) (1906)
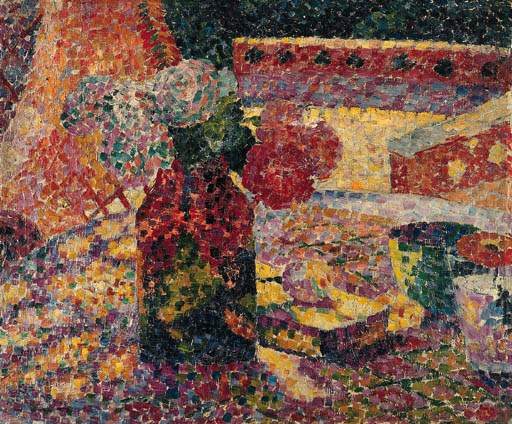
Натюрморт. Ваза із квітами (Nature morte au vase de fleurs) (1907)
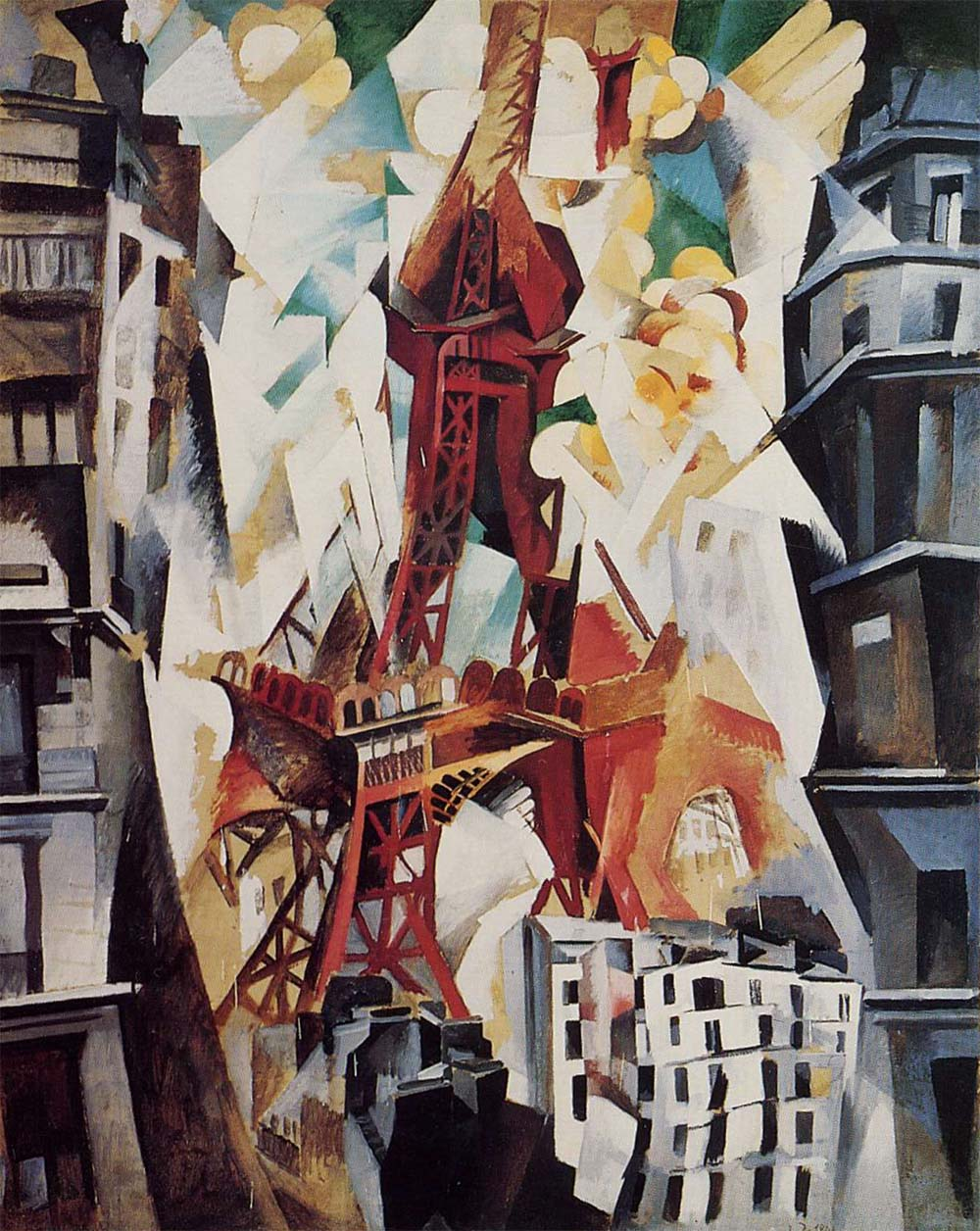
Ейфелева вежа (Tour Eiffel) (1911)
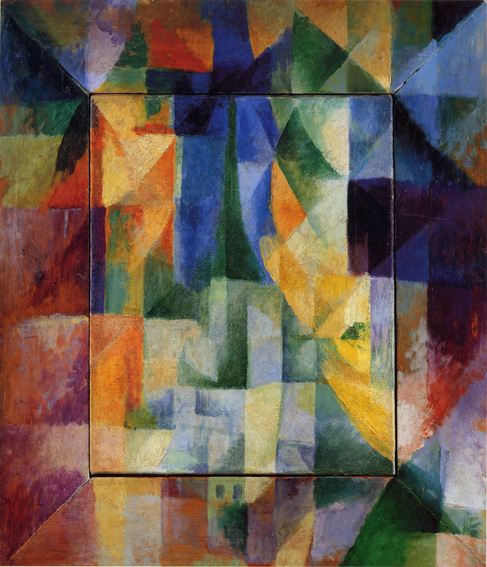
Вікна (Les Fenêtres) (1912)
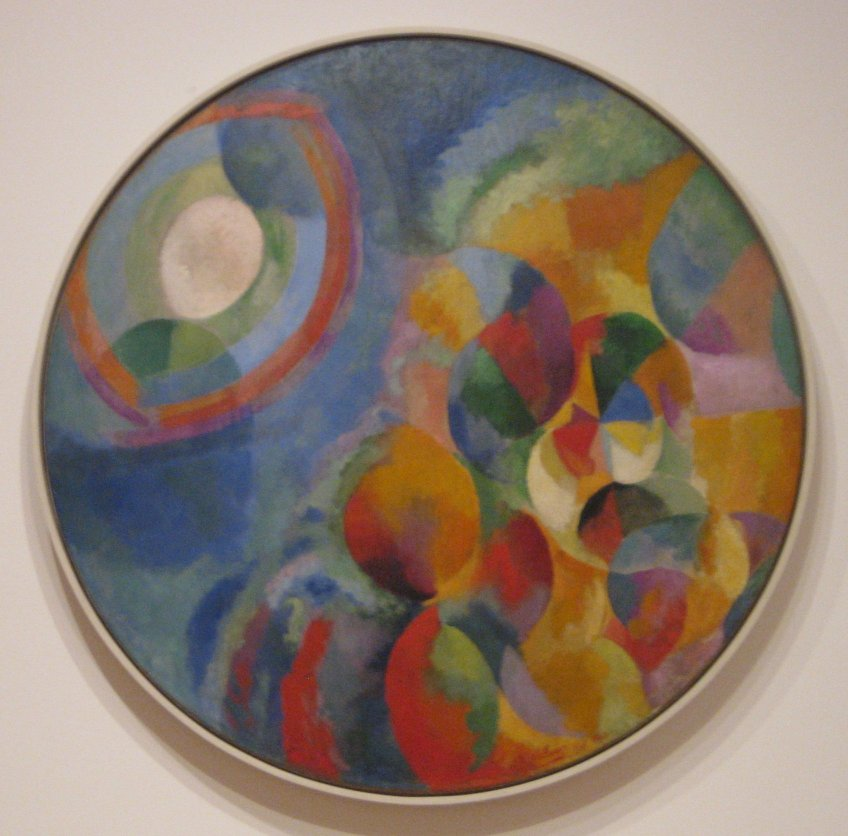
Сонце і Місяць (1912)
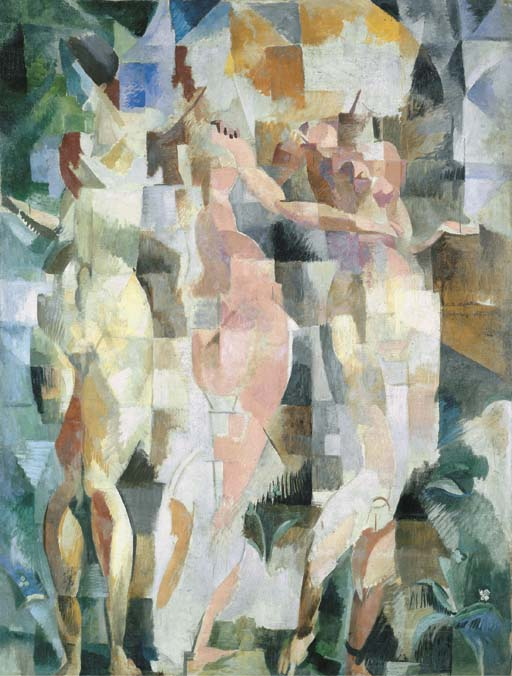
Три грації (Les trois grâces) (1912)
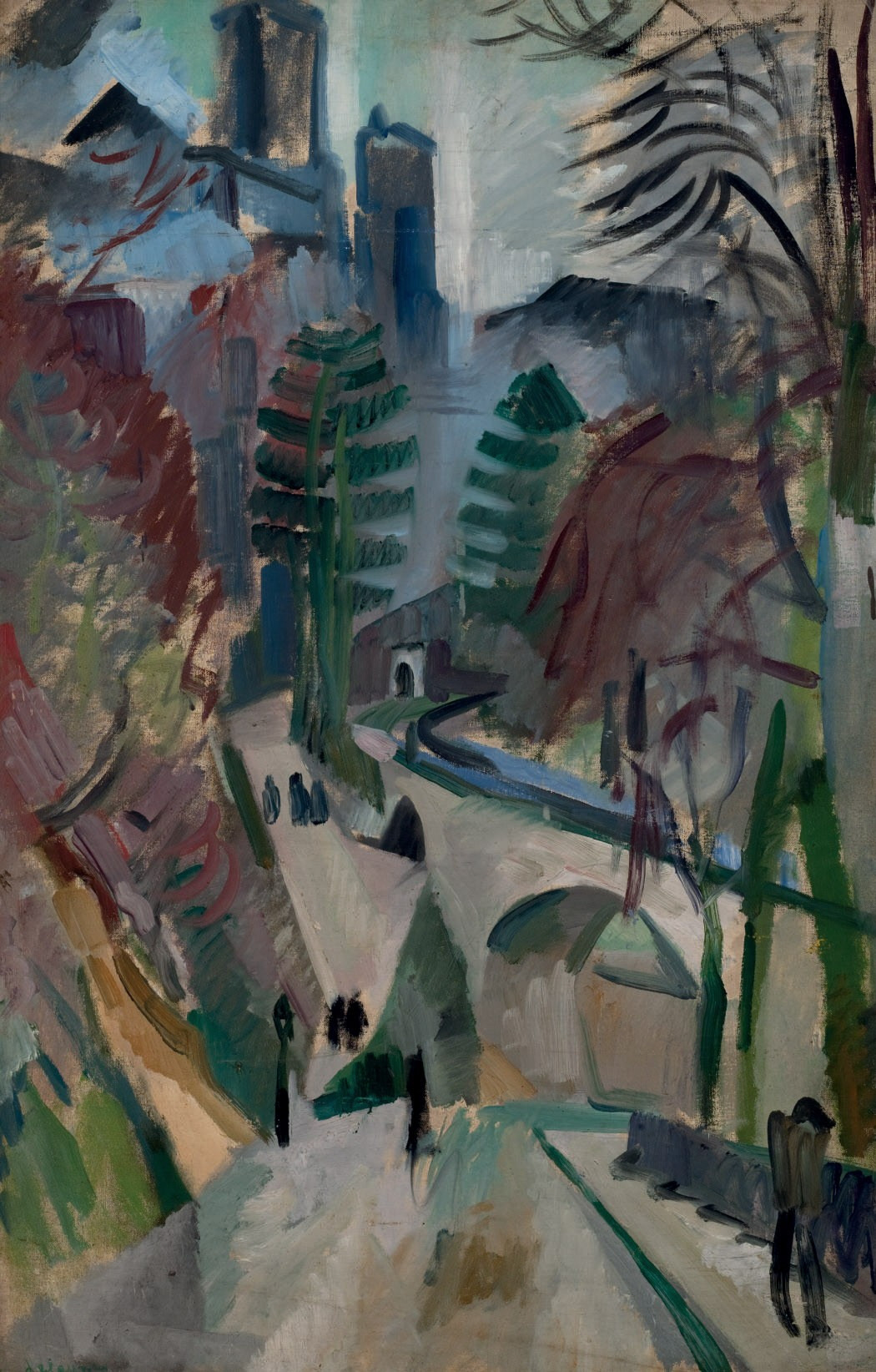
Пейзаж в Лаоні (Paysage de Laon) (1912)
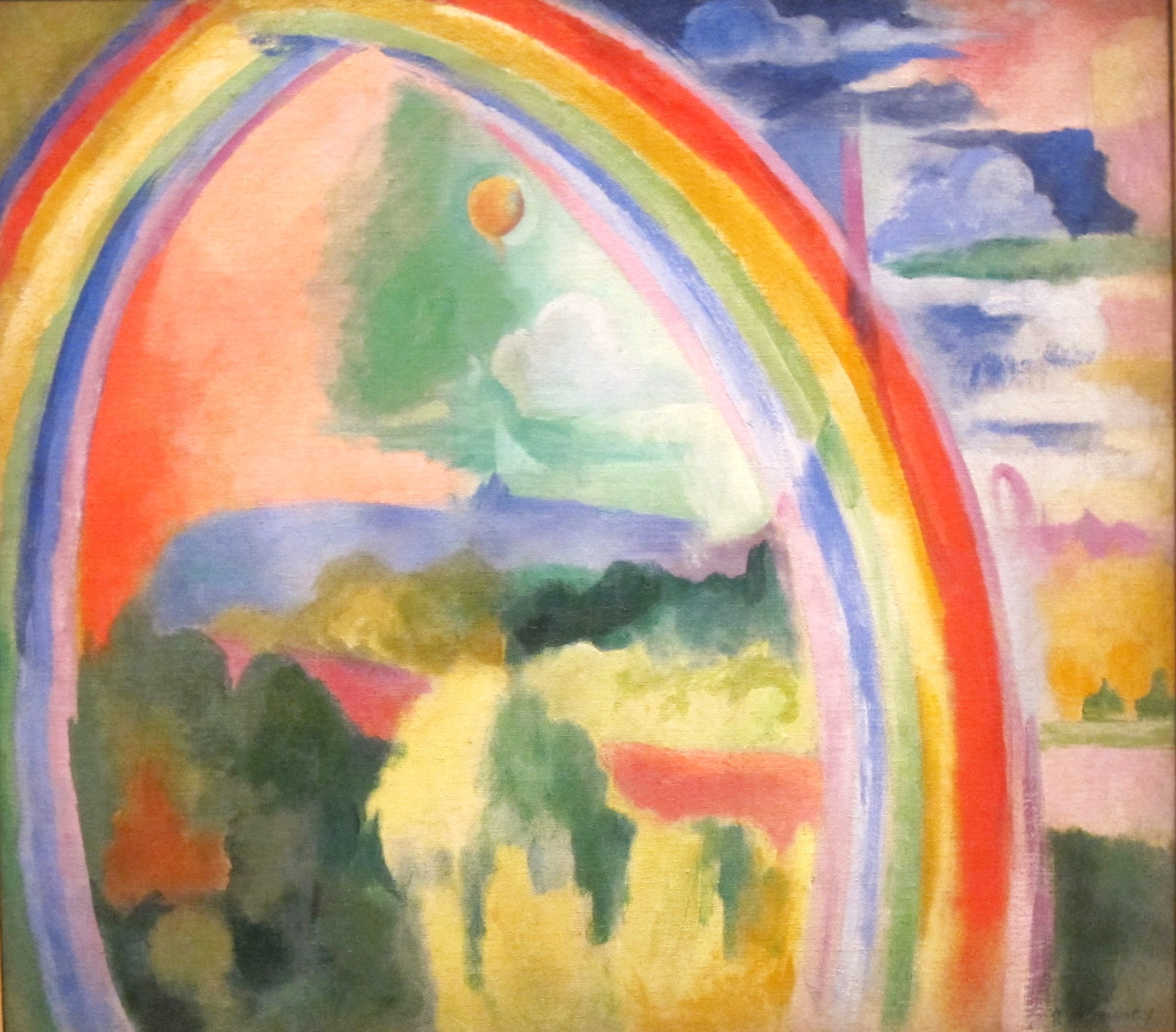
Веселка (1913)
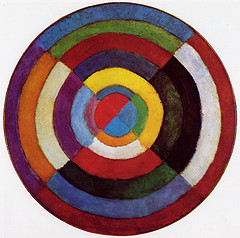
Синхронний диск (Disque simultané) (1912—1913)
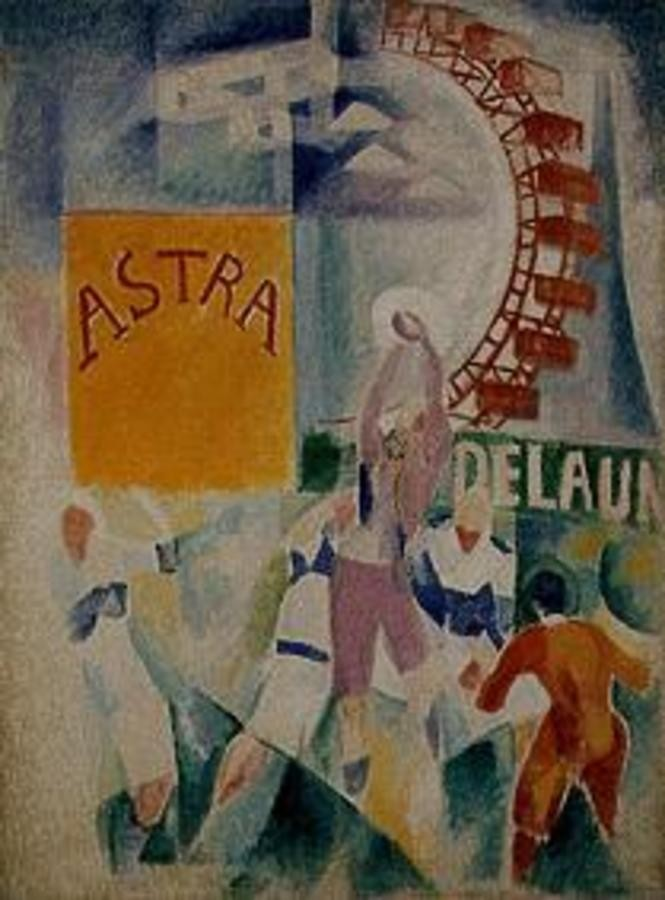
Команда Кардиффу (L'Équipe de Cardiff) (1913) 1-й варіант
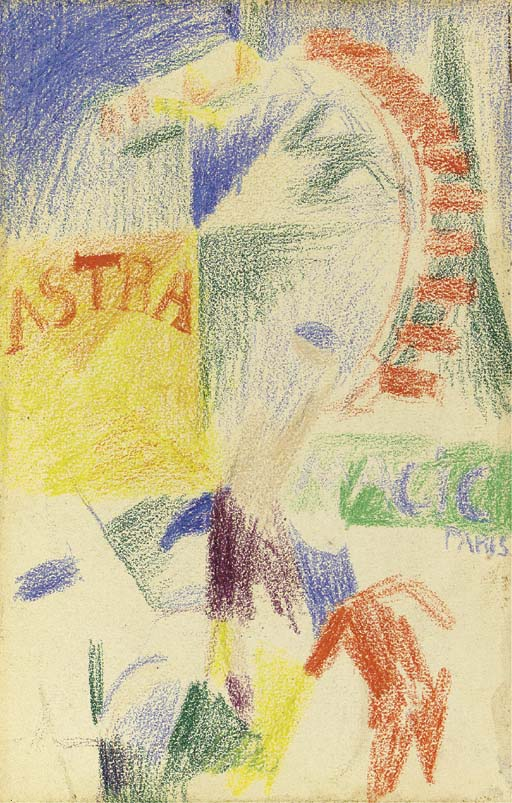
Команда Кардиффу (L'Équipe de Cardiff) (1913) 2-й варіант
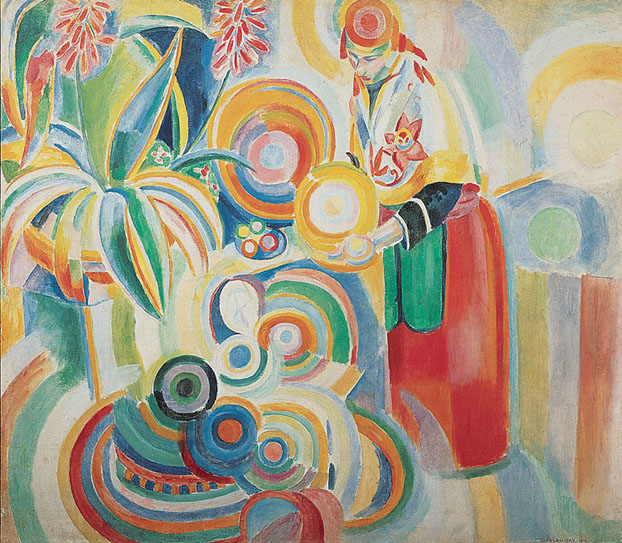
Португалка (Femme portugaise) (1915)
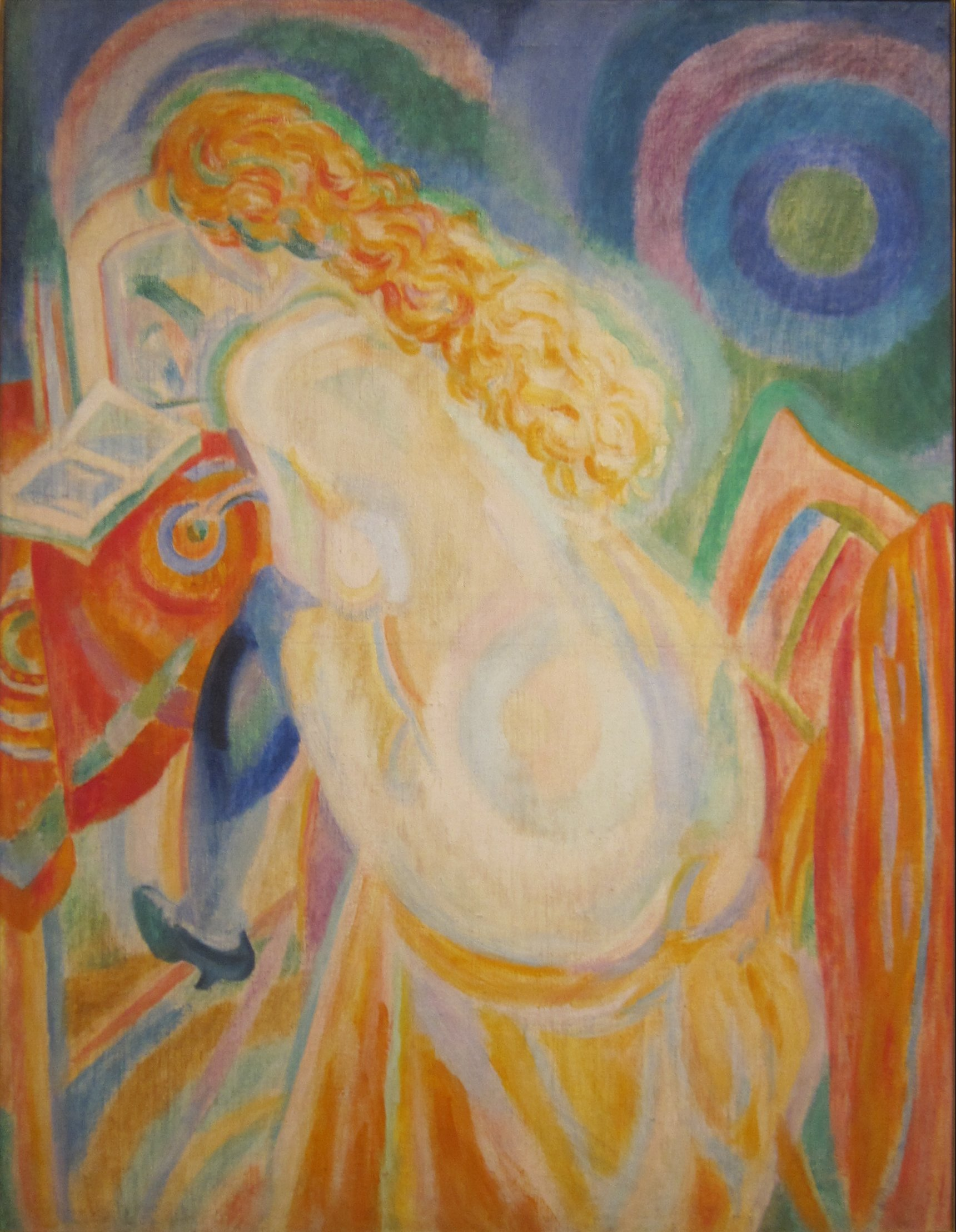
Оголена із книгою (Femme nue lisant) (1915)
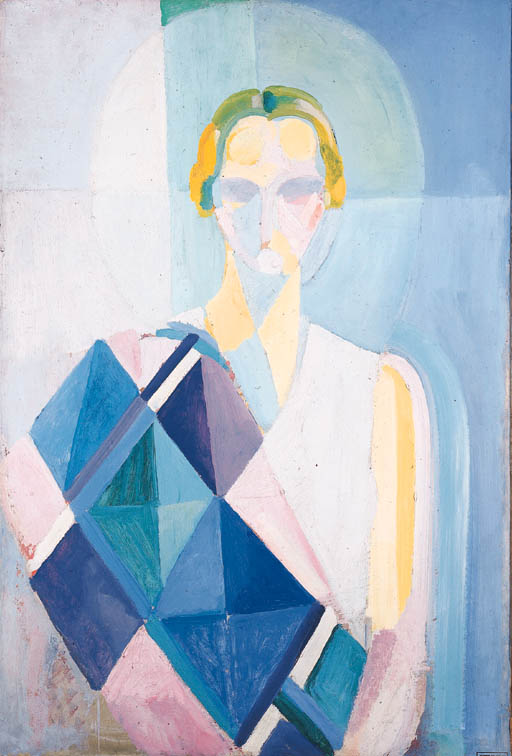
Портрет Мадам Гайм (1926—1927)
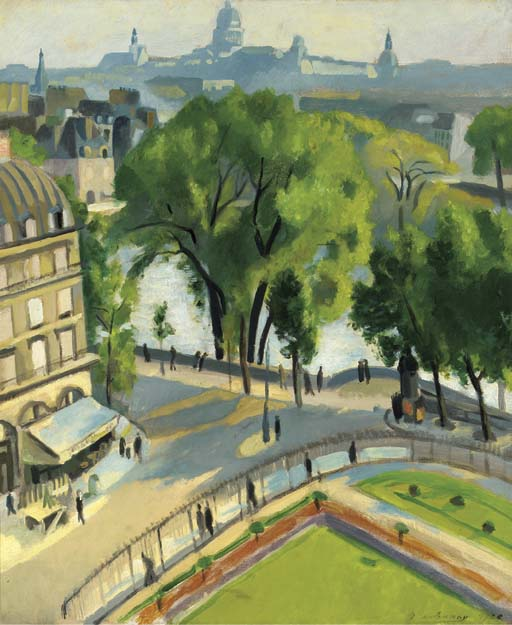
Вид набережної Лувра (Vue du Quai du Louvre) (1928)
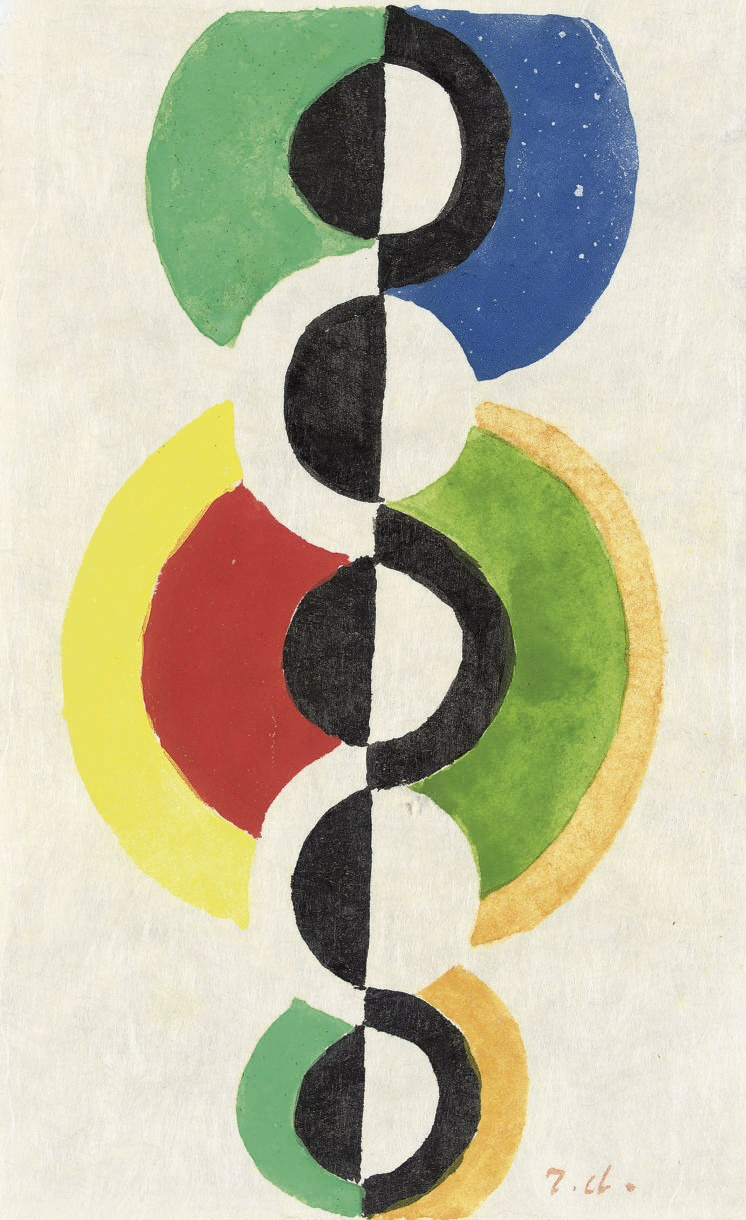
Ритм (Rythme) (1932)
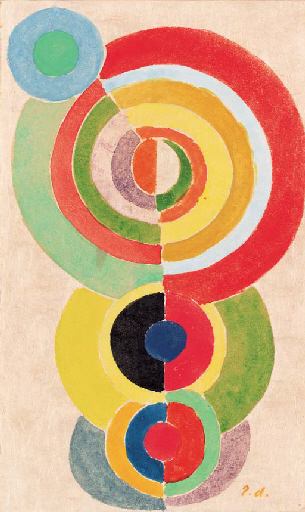
Ритм I (Rythme I) 1934
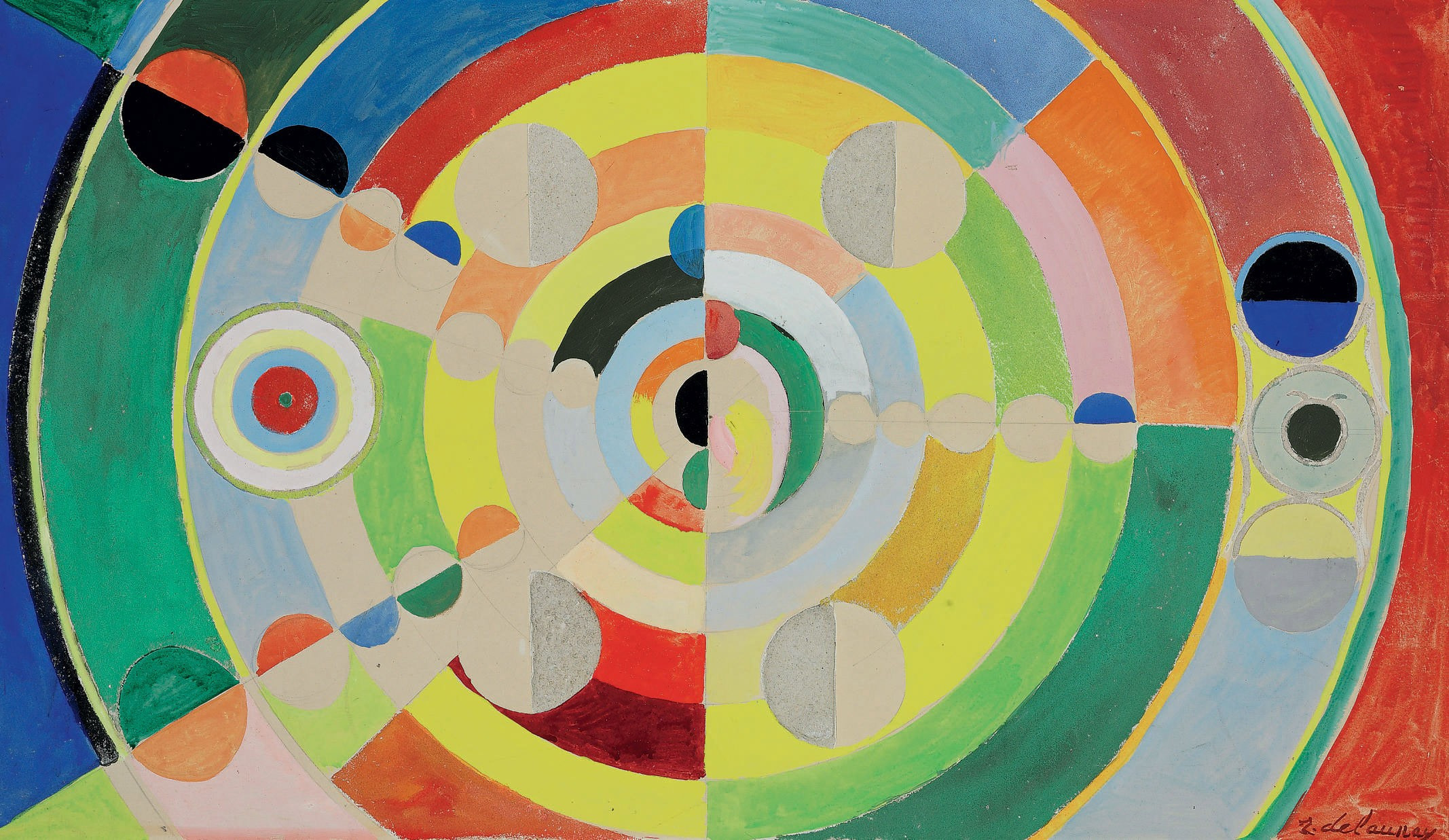
Relief-disques (1936)
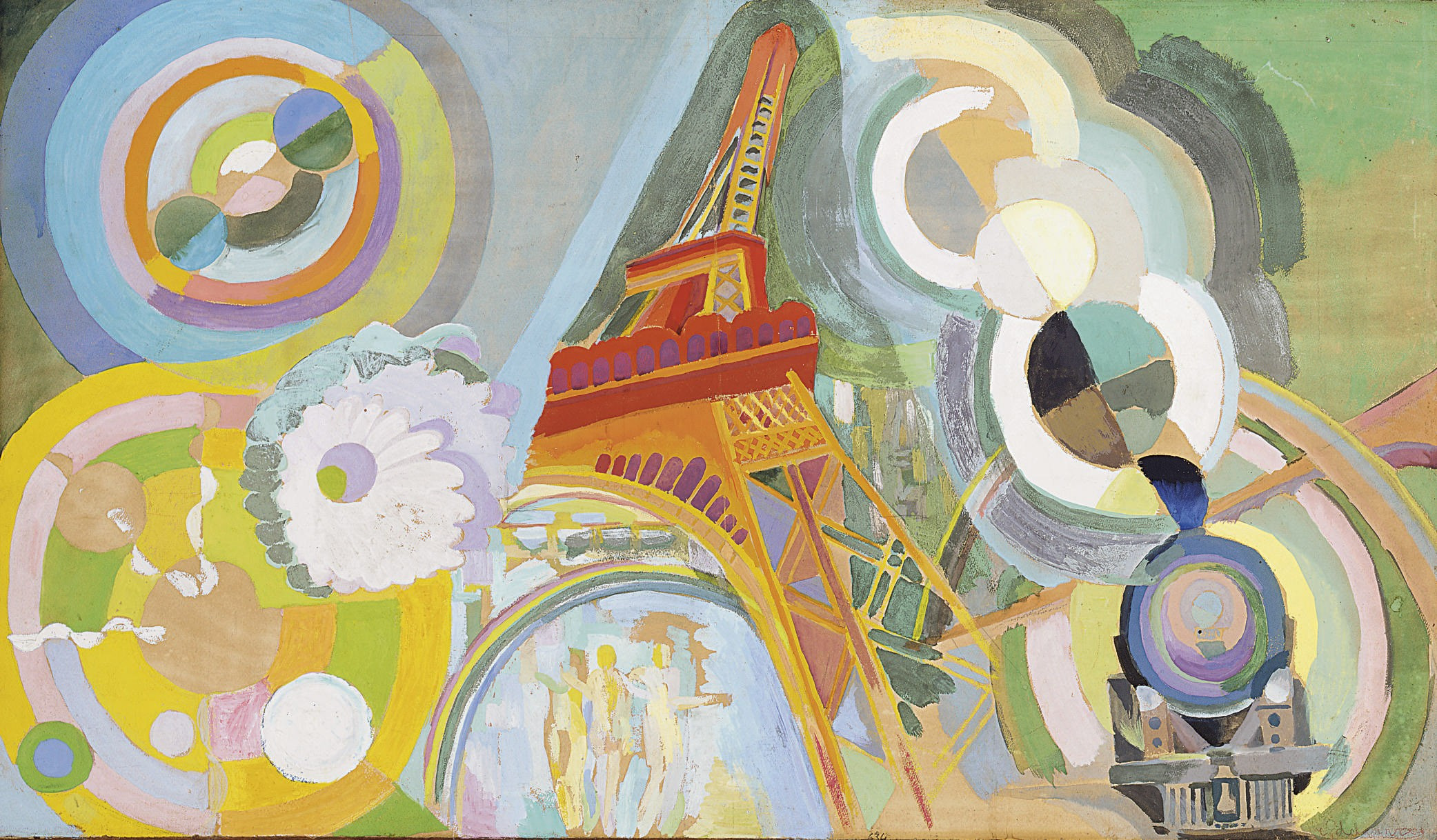
Повітря, залізо і вода (Air fer et eau) (этюд) (1937)
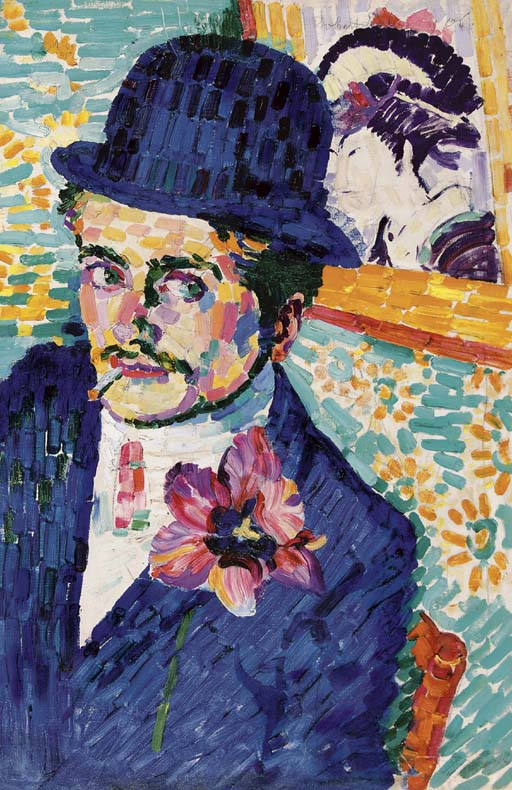
Робер Делоне. Портрет Жана Метсенже (1906)